# Copa Italia 1994-95
La Copa Italia 1994-95 fue la edición número 47 del torneo. Juventus salió campeón tras ganarle al Parma 3 a 0 en el marcador global de la final.

## Final (ida y vuelta)
|          | Resultado |          |
| -------- | --------- | -------- |
| Juventus | 1 - 0     | Parma    |
| Parma    | 0 - 2     | Juventus |